# Elevbladet
Elevbladet är Finlands svenska skolungdomsförbunds medlemstidning och har kommit ut sedan 1920 under namnet Nordan, Svensk Ungdom, Ung Makt och slutligen Elevbladet.
Elevbladet trycks på KSF Medias tryckeri.